# 賈斯汀·古唐
賈斯汀·帕吉特·古唐（1997年1月17日—）為菲律賓男子籃球運動員，現效力於韓國籃球聯賽首爾三星雷霆。
古唐出生於美國加利福尼亚州，其父母親皆為菲律賓人，10歲時曾與家人在菲律賓布拉干省生活一年，在那裡學習菲律賓的文化傳統和他加祿語，這一年當中古唐接觸到了籃球並開始熱愛籃球。古唐花了兩年完成在天際線學院的人體運動學學業，2017年飛回菲律賓就讀德拉薩-聖百尼德學院開始運動員生涯，古唐總計替德拉薩-聖百尼德學院效力兩年，出賽了35場比賽，場均貢獻12.4分、6.91籃板、4.26助攻、1.14抄截，2021年初擔任天際線學院助理教練，2021年12月代表新怡詩夏水稻先鋒參加2021年菲律賓馬哈利卡籃球聯賽邀請賽，古唐場均可挹注9.0分、3.7籃板、2.7助攻、1.0阻攻，2022年3月古唐加入聖胡安騎士競逐2022年菲律賓籃球聯賽夏季錦標賽，最終古唐以場均14.5分、6.9籃板、4.5助攻的表現抱走錦標賽MVP殊榮。2022年6月韓國籃球聯賽昌原LG獵隼宣布簽下亞洲外籍球員古唐。2024年6月古唐轉戰首爾三星雷霆。

## 外部連結
- 賈斯汀·古唐在fiba.basketball（英语）
- 賈斯汀·古唐在韓國籃球聯賽（英语）
- 賈斯汀·古唐在Eurobasket.com（球員）（英语）
- 賈斯汀·古唐在RealGM（英语）
- 賈斯汀·古唐在Flashscore（英语）